# Železniční nehoda v tunelu Batignolles
Železniční nehoda v tunelu Batignolles v Paříži se stala 5. října 1921. Jednalo se o srážku dvou vlaků, při které zahynulo nejméně 28 osob.

## Okolnosti
Železniční trať z Gare Saint-Lazare do stanice Versailles-Rive-Droite vedla z kolejí před stanicí Saint-Lazare přímo do čtyř paralelních tunelů Batignolles, které vedly pod povrchem města. Tunely nebyly vybaveny osvětlením. Samotné osobní vozy byly v té době ještě vybaveny plynovým osvětlením a všechny měly dřevěné karoserie.

## Průběh nehody
Vlak číslo 333 směřující do Versailles-Rive-Droite opustil stanici. V tunelu si strojvedoucí všiml, že se odpojilo několik vagonů, tak zastavil. Následující vlak, který měl plánovaně ze stanice odjet o čtyři minuty později, náhodou také dostal povolení k odjezdu a v naprosté tmě najel v zakouřeném tunelu do vozů, které první vlak ztratil. V jednom z vagónů došlo k poškození potrubí plynového osvětlení, úniku plynu a jeho vznícení. Požár se rozšířil na další čtyři vagóny. Tím se také zranilo mnoho cestujících, kteří se snažili uniknout z tunelu pěšky.

## Následky
Při srážce a následném požáru zemřelo nejméně 28 lidí. V důsledku havárie bylo plynové osvětlení na francouzských drahách zcela zrušeno a nahrazeno elektrickým. Tři z tunelů Batignolles byly upraveny v letech 1921–1926 a čtvrtý zkrácen na 321 metrů.